# WestLink
Der WestLink (auch Westlink M7, früher Western Sydney Orbital) ist eine Stadtautobahn im Westteil von Sydney im Osten des australischen Bundesstaates New South Wales. Er verbindet den Hills Motorway und die Old Windsor Road in Baulkham Hills mit dem South Western Motorway und dem South Western Freeway in Casula. Auf halbem Wege, bei Eastern Creek, ist außerdem der Western Motorway angeschlossen. Diese innere Westspange von Sydney wurde am 16. Dezember 2005, acht Monate vor der geplanten Fertigstellung, dem Verkehr übergeben.

## Geschichte
Der westliche Teil von Sydney wächst am schnellsten von allen Stadtteilen und Vororten im Großraum Sydney. Die Ring Road 5 und Staatsstraße 55 – später Staatsstraße 77 –, die eigentlich eine Ortsumgehung von Sydney hätten sein sollen, mutierten zu wichtigen Zufahrtsstraßen zu den westlichen Vororten der Stadt.
Ende der 1990er- und Anfang der 2000er-Jahre stand das westliche Sydney an dritter Stelle bei der Erwirtschaftung des australischen Bruttoinlandsproduktes, nach dem Stadtzentrum von Sydney und der Stadt Melbourne. Das Wachstum der Gewerbe- und Wohngebiete brachte einen massiven Anstieg des Verkehrsvolumens auf den innerstädtischen Straßen mit sich. Dies führte zur Planung des Western Sydney Orbital, der ursprünglich als Zufahrt zum geplanten zweiten internationalen Flughafen von Sydney in Badgerys Creek dienen sollte.
Im Januar 2001 verpflichtete sich die Regierung, nach und nach AU-$ 356 Mio. für das M7-Projekt zur Verfügung zu stellen, wobei die fehlenden AU-$ 1,5 Mrd. für Planung und Bau aus der Privatwirtschaft kommen sollten. Der Planungsminister von New South Wales autorisierte das Unternehmen im Februar 2002.
Der M7 Motorway wurde privat finanziert, wobei eine neue Art von Bauvertrag namens DEED zur Anwendung kam, der die Phasen der Angebotseinholung und Vergabe erleichtern sollte. Verschiedene DEED basierten auf Planungen nach Vorschlägen der Anbieter. Unter DEED versteht man das Gesamtpaket von Planung, Bau, Betrieb und Unterhalt der Autobahn, die aus mehr als 40 km Beton- und Asphaltstraßen und dem Ausbau vorhandener Ortsverbindungsstraßen bestand. Es entstand die damals längste Mautstraße der Welt ohne Mautstellen, mit über 90 Brücken von vier verschiedenen Bauarten. Der mindestens AU-$ 2,0 Mrd. schwere Auftrag wurde schließlich an die Western Sydney Orbital Pty. Ltd. (WSO) vergeben. Planung und Bau wurden für AU-$ 1,8 Mrd. an ein Joint-Venture aus ABI Group und Leighton Holdings (ALJF), wobei ein Joint-Venture aus Maunsell Australia und der Snowy Mountains Electricity Company (SMEC) die Planungen durchführte. Die Autobahn wurde 2005 dem Verkehr übergeben.
Mit der Eröffnung ging die Bezeichnung Metroad 7 vom Cumberland Highway zwischen Beecroft und Liverpool auf den Hills Motorway und den Anschluss zum WestLink über. Der WestLink selbst erhielt mit M7 die erste alphanumerische Straßenbezeichnung in Sydney.
Am 25. Dezember 2005, nur neun Tage nach der Eröffnung, war der erste Todesfall auf der M7 zu beklagen: Ein 12 Jahre alter Junge starb in Cecil Park, als der allradgetriebene Wagen, in dem er saß, eine Böschung auf den Elizabeth Drive hinunterrollte und dort fast ein anderes Auto unter sich begrub.

## Verlauf

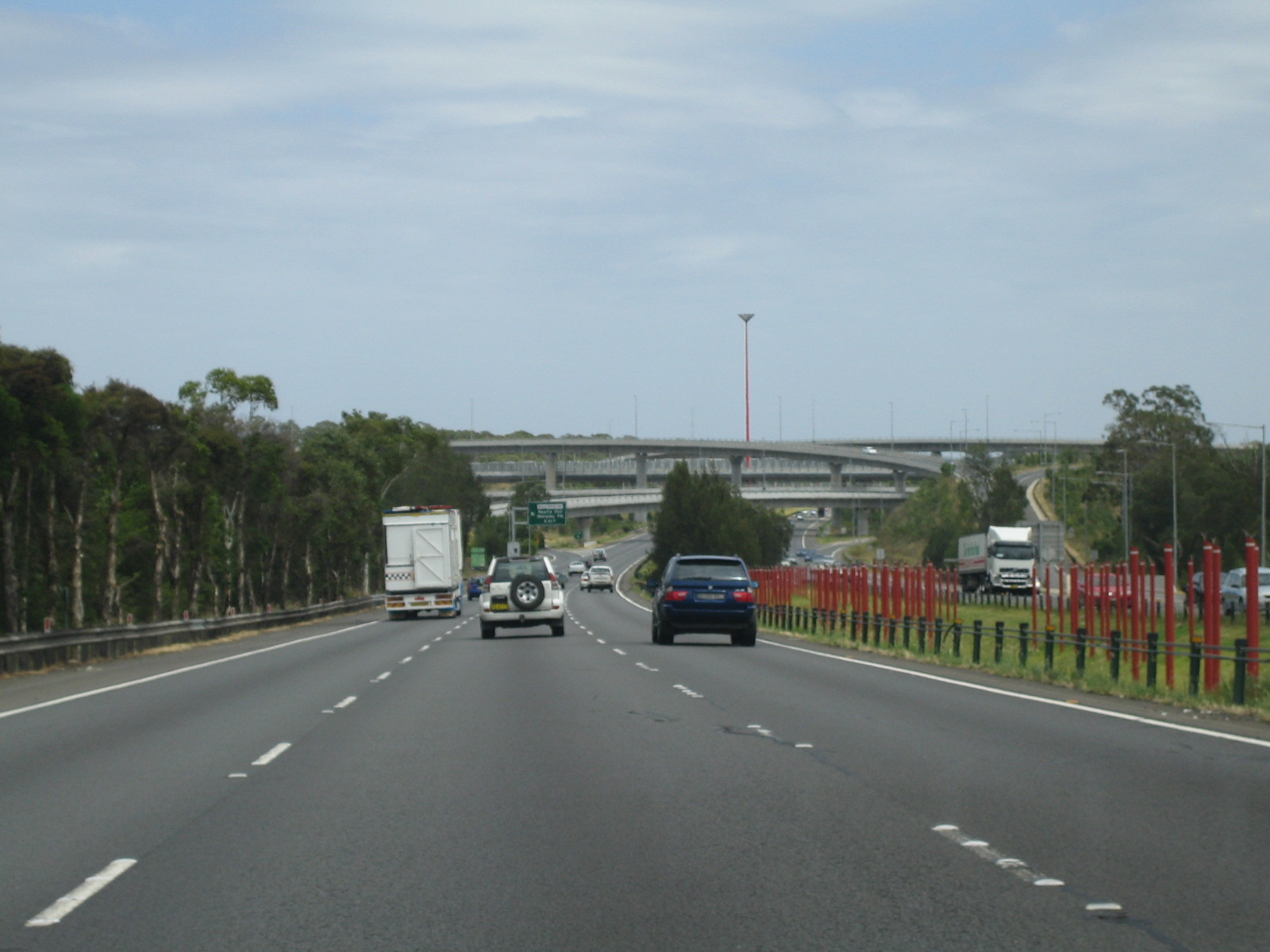
Light-Horse-Kreuzung

Die M7 beginnt in Baulkham Hills als Fortsetzung des alten Hills Motorway (Met-2 / Met-7) ab der Old Windsor Road (Met-2). Durch Kings Langley und Quakers Hill führt sie nach Westen nach Deans Park, wo sie an die Richmond Road (S63) angeschlossen ist. Dort biegt die Autobahn nach Süden ab und führt durch Michinbury zur Kreuzung mit dem Great Western Highway (S44) und der Light-Horse-Kreuzung mit Western Motorway (Met-4) in Eastern Creek.
Westlich von Liverpool, bei Abbotsbury, sind die Wallgrove Road und der Elizabeth Drive (S50) angeschlossen. Bald danach schwenkt die M7 nach Südosten und endet an der Roden-Cutler-Kreuzung in Casula, wo sie auf den South Western Motorway (Met-5) und den South Western Freeway (Hume Highway) (Met-5) trifft.

### Light-Horse-Kreuzung
Die Light-Horse-Kreuzung ist der Anschluss des WestLink an den Western Motorway. Sie ist ein voll ausgebautes Autobahnkreuz und wurde nach einer australischen militärischen Formation aus dem Ersten Weltkrieg, den Australian Light Horse (dt.: Leichte Reiterei), benannt.

## Mautgebühren
Der WestLink entstand als Mautstrecke ohne Mautstationen unter Anwendung eines elektronischen Mautsystems. Die anfängliche, mautfreie Periode endete am 15. Januar 2006. Die Maut betrug ursprünglich AU-$/km 0,2991, maximal jedoch AU-$ 5,98 für 20 km. Am 1. April 2006 wurde sie auf AU-$/km 0,3007 (mit einem Maximalbetrag von AU-$ 6,01) erhöht. Zurzeit (Oktober 2011) beträgt sie AU-$/km 0,3582 (mit einem Maximalbetrag von AU-$ 7,16) und wird vierteljährlich entsprechend dem allgemeinen Preisindex angepasst.

## Exits and Interchanges
| WestLink                                                                   |                               |                                |                                                                                         |
| Anschlüsse Richtung Norden                                                 | Entfernung nach Brisbane (km) | Entfernung nach Melbourne (km) | Anschlüsse Richtung Süden                                                               |
| Ende WestLink weiter als Hills Motorway nach Sydney / Newcastle / Brisbane | 928                           | 878                            | Beginn WestLink vom Hills Motorway                                                      |
| keine Ausfahrt                                                             | 930                           | 876                            | Seven Hills, Windsor Old Windsor Road                                                   |
| Bella Vista, Castle Hill Nordwest Boulevard                                | 931                           | 875                            | keine Ausfahrt                                                                          |
| Glenwood, Blacktown Sunnyholt Road                                         | 933                           | 873                            | Blacktown, Glenwood Sunnyholt Road                                                      |
| keine Ausfahrt                                                             | 937                           | 869                            | Doonside, Quakers Hill Quakers Hill Parkway                                             |
| Richmond, Blacktown Richmond Road                                          | 940                           | 866                            | Blacktown, Richmond Richmond Road                                                       |
| Rooty Hill Rooty Hill Road North                                           | 940                           | 866                            | Rooty Hill Rooty Hill Road North                                                        |
| keine Ausfahrt                                                             | 942                           | 864                            | Woodcroft, Plumpton Power Street                                                        |
| Rooty Hill, Glendenning Woodstock Avenue                                   | 943                           | 863                            | keine Ausfahrt                                                                          |
| keine Ausfahrt                                                             | 946                           | 860                            | Parramatta, Penrith Great Western Highway                                               |
| Lithgow, Sydney Western Motorway                                           | 947                           | 859                            | Sydney, Lithgow Western Motorway                                                        |
| Horsley Park, Rooty Hill Wallgrove Road                                    | 949                           | 857                            | Horsley Park, Rooty Hill Wallgrove Road                                                 |
| Horsley Park, Fairfield The Horsley Drive                                  | 953                           | 853                            | Fairfield, Horsley Park The Horsley Drive                                               |
| Luddenham, Liverpool Elizabeth Drive                                       | 958                           | 848                            | Liverpool, Luddenham Elizabeth Drive                                                    |
| Horningsea Park, Cecil Hills Cowpasture Road                               | 964                           | 842                            | Cecil Hills, Horningsea Park Cowpasture Road                                            |
| Prestons, Hinchinbrook Bernera Road                                        | 966                           | 840                            | Hinchinbrook, Prestons Bernera Road                                                     |
| Beginn WestLink weiter vom South Western Freeway                           | 968                           | 838                            | Bankstown, Sydney South Western Motorway                                                |
| Beginn WestLink weiter vom South Western Freeway                           | 968                           | 838                            | Liverpool, Camden Camden Valley Way                                                     |
| Beginn WestLink weiter vom South Western Freeway                           | 968                           | 838                            | Ende WestLink weiter als South Western Freeway nach Campbelltown / Canberra / Melbourne |